# Guerra Fantástica
La Guerra Fantástica, o guerra hispano-portuguesa de 1762-1763, fue el nombre por el cual quedó conocida la participación de Portugal en la Guerra de los Siete Años.
Un ejército franco-español, con unos efectivos de cerca de cuarenta y dos mil hombres, confiado al teniente general Nicolás de Carvajal y Lancaster (marqués de Sarria), invadió el país luso en 1762 por la frontera de Trás-os-Montes, viniendo a conquistar Miranda do Douro, Braganza y Chaves. En respuesta a esto, se formó un ejército anglo-portugués, con cerca de catorce a quince mil hombres, bajo el mando del conde de Lippe.
La ofensiva española tuvo lugar en tres fases. Primero, en mayo de 1762 el ejército español compuesto por 22 000 hombres y capitaneado por el marqués de Sarria lanzó un ataque sobre Trás-os-Montes, con el objetivo último de tomar Oporto. La ofensiva española fue detenida y rechazada por los portugueses, fundamentalmente a través de la acción de las guerrillas, causando a los españoles 10 000 bajas.
El mismo mes de mayo, un ejército británico de 7000 hombres desembarcaba en Lisboa, el cual se unía a un reorganizado ejército portugués, que había sido reducido a 7000 hombres.
En agosto, el ejército borbónico –ahora capitaneado por el Conde de Aranda– lanzó un segundo y mucho más importante ataque contra Beira Baixa, con 30 000 españoles y 12 000 franceses, con el objetivo de capturar la propia Lisboa. El ejército anglo-portugués, junto a las guerrillas lusas, infligieron al ejército borbónico una derrota catastrófica, sin llegar nunca a presentar batalla formal. A principios de noviembre, en medio de fuertes temporales, los españoles abandonaron Portugal habiendo sufrido 20 000 bajas adicionales entre muertos, desertores y prisioneros, fundamentalmente víctimas de la táctica de tierra quemada y la persecución implacable durante su retirada.
Una tercera invasión a través del Alentejo, en la segunda semana de noviembre, fracasó también estrepitosamente, viéndose obligada España a pedir la paz a Portugal, paz que se hizo efectiva el primero de diciembre.
Se la llamó Guerra Fantástica porque, a pesar de haber registrado sucesivos movimientos de tropas, no se libró ninguna batalla formal.

## La derrota y las pérdidas españolas según los coetáneos
- Autor español anónimo, 1772: "El desdoro de la opinión y la destrucción de un florido ejército en la última entrada [Invasión de Portugal, 1762], ha persuadido a la Europa que nuestro poder era más imaginario que verdadero. Con odiosas comparaciones de lo que fuimos en otro tiempo." En Reflexiones Histórico-Militares que manifiestan los Motivos Porque se Mantiene Portugal Reino Independiente de España y Generalmente Desgraciadas Nuestras Empresas y que Lo Serán Mientras No se Tomen Otras Disposiciones.[12]
- El general Dumouriez (francés), que viajó a Portugal en 1766 con el expreso propósito de investigar las razones de la derrota franco-española: "En caso de guerra entre España y Portugal, esta provincia [Trás-os Montes] es muy peligrosa y debe ser evitada por los españoles, hecho que ellos experimentaron por su propia cuenta, durante la última guerra: 40 000 hombres avanzaron hacia Chaves, Braganza y Miranda [primera invasión de Portugal, mayo-junio 1762], y cerca de una cuarta parte de los soldados murieron (p. 20)[13] … la corte de España envió 40 000 hombres a Portugal [segunda invasión de Portugal, julio-noviembre 1762, a través de la provincia de Beira] (p. 247)[14] … cuando las fuerzas españolas llegaron a la frontera, estaban reducidas a 25 000 hombres, y jamás ha habido tropas que hubiesen experimentado una campaña tan horrible. Los enfermados y los retardatarios fueron masacrados por los campesinos, casi en su totalidad [sin embargo, miles de españoles sobrevivieron entregándose a las tropas regulares anglo-portuguesas que los perseguían] … el mal resultado de la campaña en Portugal cubrió España de deshonor y la dejó en un estado de agotamiento tal que se vio obligada a permanecer inmovilizada hasta el final de la guerra … (p. 254)[15] … La preservación [independencia] de Portugal ha costado a España su gloria, su tesoro y un ejército." (p. 247)[16]
- Sátira española ridicularizando la pérdida de un ejército español en Portugal y una marina de guerra en Cuba: "Por un pacto familiar / la espada desenvainó / al verle así se creía / que iba el mundo a conquistar / pero la volvió a envainar / habiendo dejado perdido / un ejército lucido / una marina excelente / mucho caudal y mucha gente / y con la Habana el honor / en seis meses solamente."[17] (La invasión de Portugal duró seis meses, mientras que el sitio de La Habana duró dos meses.)
- Miguel de Arriaga, secretario del ejército portugués, al primer ministro portugués (durante la persecución de las reliquias del ejército francés-español): "El día antes de ayer y hoy, me pasé 45 pasaportes a desertores, y si creemos en sus informes el ejército español cayó en el abismo; hablan de 7000 desertores, 12 000 enfermos en hospitales [la mayoría de los cuales serían aprisionados durante la conquista del cuartel general español en Castelo Branco], sin contar los muchos hombres que murieron [a manos de los campesinos y la hambruna causada por una táctica de tierra quemada] (carta de 27 de octubre) … y muchos más serían [los desertores] … si no temiesen nuestros irregulares [guerrilleros]. (carta de 31 de octubre)"[18]
- Lippe, el comandante supremo aliado: "… el atasco del enemigo; [los invasores españoles] fueron reducidos a una inactividad forzada, mientras que el hambre, la deserción y las enfermedades los diezmaban, y los caballos perecían por falta de forraje. (p. 47)[19] … estando las cosas dispuestas de este modo … el enemigo … rápidamente se dio cuenta de que, lejos de conquistar Portugal, este plan llevaría su ejército a la ruina". (p. 48)[20]
- Mientras que el coronel escocés John Hamilton informaba que el ejército español en retirada estaba "completamente destrozado" (carta 24 de octubre de 1762),[21] el embajador británico en Portugal (Edward Hay) enviaba al gobierno de Londres una relación en que estimaba las pérdidas totales franco-españolas –en las dos invasiones de Portugal– en 30 000 hombres.[22] [Hubo aún una tercera invasión, también derrotada].
- José Cornide, geógrafo gallego que estudió las causas del fracaso de la invasión franco-española de 1762 y preparó un informe con un nuevo plan de invasión, después de viajar por Portugal: "La Guerra contra el reino de Portugal, si ésta se ha de hacer con suceso más feliz que en las pasadas … las operaciones que entonces se adoptaron … el mal suceso de éstas y la pérdida de un considerable número de tropas, y aun de los vecinos que quedaron tranquilos en sus casas y a quienes aquéllas al retirarse comunicaron sus males … Siempre que sigamos … las máximas que se han adoptado en la guerra de 62, el suceso será tan desgraciado como entonces."[23]